# Ecoterrorismo

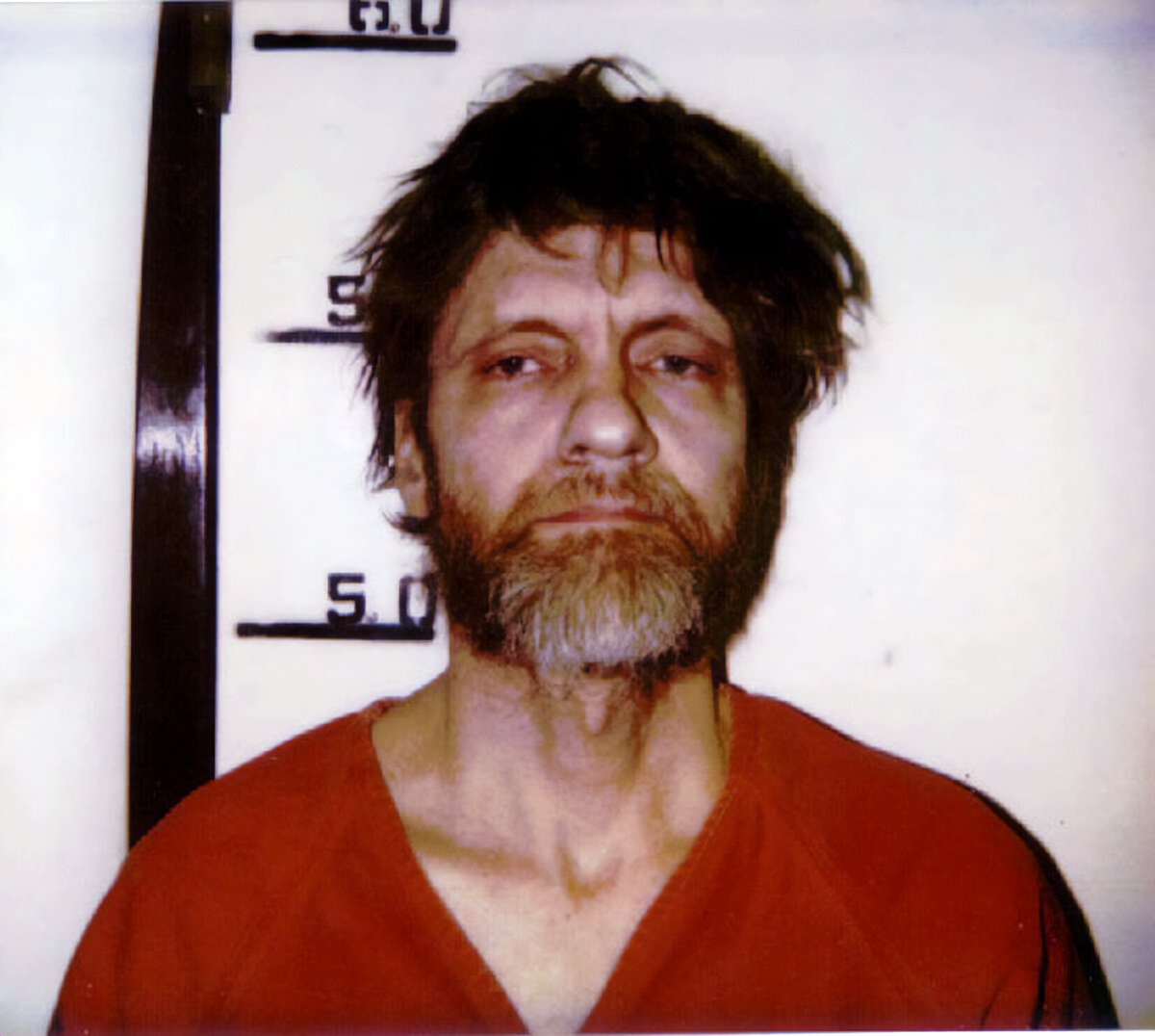
Ted Kaczynski, conocido como el Unabomber, ha sido considerado un ecoterrorista.

El ecoterrorismo es el uso de prácticas terroristas en apoyo a causas ecologistas, medioambientales o de derechos de los animales. No debe confundirse con el terrorismo ambiental, que consta de ataques contra el medioambiente o recursos agropecuarios (agroterrorismo), que consiste en el uso ilegal de la fuerza contra recursos ambientales in situ con el fin de despojar a las poblaciones de sus beneficios y/o la destrucción de propiedades ajenas. La palabra es un neologismo y su aplicación es controvertida, dado que a veces puede tener ambos sentidos.
Desde los años 70 se han sucedido, principalmente en países occidentales, numerosos actos de terrorismo o violencia perpetrados por activistas u organizaciones ecologistas. El FBI, la prensa, académicos y distintos gobiernos han usado el término "ecoterrorismo" para referirse a este tipo de acciones y organizaciones.

## Definición del FBI
El ecoterrorismo es definido por el FBI como «el uso o amenaza de uso de la violencia de carácter penal en contra de víctimas inocentes de una propiedad, por grupos subnacionales con orientaciones ecologistas para el medio ambiente o por razones políticas, o destinadas a un público más allá del objetivo, a menudo de carácter simbólico». Esta caracterización de la destrucción de la propiedad como «violencia contra la propiedad» y no como vandalismo es muy polémica.
El FBI ha culpado al ecoterrorismo de causar 200 millones de dólares en daños a la propiedad entre 2003 y 2008, y una mayoría de estados dentro de Estados Unidos han introducido leyes encaminadas al ecoterrorismo.

## Aplicaciones del término
Los hechos descritos realizados por organizaciones a las que se le ha aplicado la definición legal de ecoterrorismo varían ampliamente. Muchos casos incluyen el sabotaje a equipos e instalaciones utilizando el incendio. El clavado en árboles, el introducir clavos de metal en estos a veces es descrito como ecoterrorismo. En el juicio contra Peter Daniel Young, la liberación de visones fue calificada de "terrorismo contra empresa de animales".
Los actos de desobediencia civil pueden ser descritos como ecoterrorismo. En 2003, un grupo conservador de reformas legislativas de Texas, el American Legislative Exchange Council (ALEC), propuso el Acta sobre Terrorismo Animal y Ecológico que definía que «las organizaciones por los derechos de los animales o ecologistas» como «dos personas o más organizadas con el propósito de apoyar o dar soporte a cualquier actividad políticamente motivada que intente obstruir o disuadir a cualquier persona de una actividad que involucre animales o una actividad que involucre recursos naturales.» La legislación no fue promulgada.
El ecoterrorismo también se ha empleado para describir la destrucción ecológica. El ecologista canadiense Paul Watson, fundador de la Sea Shepherd Conservation Society ha presentado su propia definición: «un acto que aterroriza a otras especies o amenaza el sistema ecológico de este planeta». Watson acusó a los balleneros japoneses de ecoterrorismo, diciendo que «Ellos son verdaderos ecoterroristas. Ellos aterrorizan el medioambiente.» David Suzuki describió al antiguo primer ministro de Australia, Johh Howard, como "ecoterrorista" por no cumplir con el Protocolo de Kioto sobre el cambio climático. Ecologistas han acusado a corporaciones que van desde ExxonMobil y General Electric hasta McDonalds de ecoterrorismo.

## Historia
Desarrollada en los primeros tiempos en el Reino Unido en los años 1970, luego en los Estados Unidos durante los años 1980, se ha observado este tipo de acciones violentas se ha esparcido por el resto de las naciones occidentales desarrolladas y en Rusia tras el comienzo de los años 2000.

### Estados Unidos
Varios medios de comunicación estadounidenses asocian a Ted Kaczynski, también conocido como Unabomber y su campaña de envíos de paquetes bomba contra investigadores del entorno universitario entre 1978 y 1995 como propias del ecoterrorismo. En su manifiesto La sociedad industrial y su futuro establece que la revolución industrial ha resultado pernicioso para los seres humanos y que el avance tecnológico ha venido a incrementar el sufrimiento. Para acabar con ello Kaczynski considera que debe oponerse a la tecnología y que mediante acciones para desestabilizar la sociedad industrial actual es posible desencadenar una revolución contra la tecnología liberalizadora. En 1979 intento accionar un explosivo en la bodega de carga de un avión en mitad del vuelo pero el mecanismo falló. Sin embargo, este intento involucró al FBI, que a la larga logró su captura, ya que el intento de atentado a una aerolínea era un delito federal. En 1996 Kaczynski era detenido pero su ideología y metodología ha inspirado a otros grupos extremistas.
En 2002, el FBI estimó que el Frente de Liberación Animal (ALF) y el Frente de Liberación de la Tierra (ELF), dos de las principales organizaciones ecológicas responsables de actos denominados ecoterrorismo, habían cometido más de 600 actos delictivos en Estados Unidos, causando daños estimados en más de 43 millones de dólares.

### España
Entre 1977 y 2008 la banda terrorista española ETA cometió numerosos atentados contra las instalaciones y los trabajadores de la central nuclear de Lemóniz, la autovía de Leitzaran y el AVE vasco, que dejaron un total de diez muertos y varios heridos. Entre los asesinados se encuentran tres trabajadores de las obras de construcción de la central (1978 y 1979), los ingenieros de Lemóniz José María Ryan (1981) y Ángel Pascual Múgica (1982) y el empresario que participaba en las obras del AVE Ignacio Uría (2008). Entre los heridos un niño de 10 años que resultó con una pierna amputada por una mochila-bomba junto a unas oficinas de Iberduero, empresa propietaria de la central de Lemóniz (1982).

## Grupos acusados de ecoterrorismo
Las organizaciones que han sido etiquetadas como "ecoterroristas" en los Estados Unidos incluyen el Frente de Liberación Animal (FLA), y el Frente de Liberación de la Tierra (FLT). El FBI denominó en 2001 al FLA como «uno de los elementos extremistas más activos en los EEUU» y como una «amenaza terrorista,» si bien ellos repudian públicamente que se cause daño alguno a los seres humanos o animales, alegando que los animales también sienten como los humanos.
En México el grupo Individualistas Tendiendo a lo Salvaje inició en 2011 una serie de atentados por paquetes bomba contra investigadores de las universidades mexicanas, siguiendo el modelo de Unabomber. Se definieron así mismo como precursores del ecoextremismo que contempla una lucha contra una sociedad hipercivilizada mediante un ataque a los investigadores de los centros científicos por ser los agentes de este desarrollo tecnológico. A este componente se unen otros elementos ideológicos como una interpretación parcial proindigenista de la historia y la incorporación de creencias espirituales animistas o de mitos precolombinos como modo de retorno a la esencia primitiva del ser humano. A partir de 2014 anunciaron una nueva fase en su acción que sin embargo ha supuesto una paralización de su actividad terrorista contrastable de manera objetiva.

## Ecoterrorismo en la ficción

### Series de televisión
- Episodios de The X-Files (Expediente X): Darkness Falls y Fearful Symmetry.
- Episodios de South Park: Lavado y mojón y Liberen a Willzyx.
- La organización Blue Cosmos y su líder Muruta Azrael, en el anime Gundam SEED.
- Dr. Reginald Bushroot, personaje de la serie animada de Disney Pato Darkwing.
- Episodios de Los Simpsons: Mamá Simpson.
- Episodio de The Blacklist: "El Frente" número cinco de la segunda temporada
- Utopía
- Episodio de La ley y el orden

### Películas de cine
- Doce monos, con Brad Pitt y Bruce Willis.
- En tierra peligrosa, un filme de Steven Seagal.
- 28 semanas después
- The Thaw (2009)
- The East (2013), con Elliot Page y Alexander Skarsgård
- Batman Begins
- Jay y Bob el Silencioso contraatacan
- point break (2015)
- "Godzilla: Rey de los Monstruos"
- First Reformed, con Ethan Hawke y Amanda Seyfried. Aunque de forma secundaria, el inicio de la trama parte de un personaje con una postura ecologista radical.

### Videojuegos
- Grupo AVALANCHA, en Final Fantasy VII.
- La ONG, "philanthropy" en la saga Metal Gear Solid.
- Las organizaciones criminales Equipo Aqua y Equipo Magma en Pokémon Rubí y Zafiro, así como en su versión Esmeralda.
- El grupo activista Forest Talkers, en The Long Dark.

### Cómics
- Concrete: Think Like a Mountain de Paul Chadwick
- Ra's Al Ghul y Poison Ivy en Batman cómics.

### Novelas
- Estado de emergencia de Michael Crichton.
- Marte Azul, de Kim Stanley Robinson.
- Make Love! The Bruce Campbell Way, de Bruce Campbell.
- Rainbow Six, de Tom Clancy.
- S.O.S. Antarctica, de Kim Stanley Robinson.
- The Monkey Wrench Gang de Edward Abbey.
- Zodiac: el «thriller» ecológico de Neal Stephenson.

### Por clasificar
- Ark Angel, de Anthony Horowitz.
- Devouring Earth, en City of Heroes.
- A Friend of the Earth de T. Coraghessan Boyle.
- Hoot de Carl Hiaasen.
- Lullaby de Chuck Palahniuk.
- Mengele Zoo de Gert Nygårdshaug.
- Sick Puppy, de Carl Hiaasen.
- The Divide de Nicholas Evans
- En la serie CHERUB de Robert Muchamore, appelé Help Earth.
- Le Parfum d'Adam de Jean-Christophe Rufin